# Майлер, Камерон
Ка́мерон Энн Ма́йлер (англ. Cameron Ann Myler; 7 декабря 1968, Платсберг) — американская саночница, выступала за сборную США в середине 1980-х — конце 1990-х годов. Участница четырёх зимних Олимпийских игр, многократная призёрша этапов Кубка мира, восьмикратная чемпионка национального первенства, участница многих международных турниров. После завершения спортивной карьеры занялась юридической деятельностью.

## Биография
Камерон Майлер родилась 7 декабря 1968 года в городе Платсберг, штат Нью-Йорк. Её дядя Майкл Люс был довольно известным бобслеистом, выступал на Олимпийских играх 1968 года в Гренобле, где занял одиннадцатое место среди двоек и пятнадцатое среди четвёрок. Сама Майлер впервые побывала на Олимпиаде ещё ребёнком, родители работали волонтёрами на Олимпийских играх 1980 года в Лейк-Плэсиде и постоянно брали её с собой. Как профессиональная саночница на международном уровне она дебютировала в возрасте шестнадцати лет, на юниорском чемпионате мира в австрийском Блуденце заняла пятнадцатое место. В 1985 году впервые выиграла чемпионат США (стала самой молодой чемпионкой национального первенства за всю историю американского санного спорта) и выступила на взрослом первенстве мира, на трассе немецкого Оберхофа показала тринадцатое время.
В 1987 году Майлер финишировала одиннадцатой на чемпионате мира в Игльсе, позже благодаря череде удачных выступлений удостоилась права защищать честь страны на зимних Олимпийских играх 1988 года в Калгари — заняла девятое место женской одиночной программы. Год спустя побывала на первенстве мира в Винтерберге, в индивидуальной программе закрыла десятку сильнейших, тогда как в смешанной эстафете была шестой. Ещё через год участвовала в заездах чемпионата мира в Калгари, показала шестой результат. Затем в 1991 году пришла к финишу девятой на чемпионате мира в Винтерберге и заняла пятое место в общем зачёте Кубка мира. Следующий сезон получился наиболее успешным в её карьере, она расположилась на второй строке общего зачёта мирового кубка и съездила на Олимпиаду в Альбервиль, где смогла подняться до пятой позиции.
На чемпионате мира 1993 года в Калгари Майлер была десятой среди одиночек и четвёртой в эстафете, в следующем году заняла пятое место в общем зачёте Кубка мира и прошла квалификацию на Олимпийские игры в Лиллехаммер — на церемонии открытии несла знамя США и в итоге финишировала здесь одиннадцатой. В 1995 году показала четвёртое время на мировом первенстве в том же Лиллехаммере, как среди одиночек, так и в эстафете, при этом в итоговой классификации мирового кубка была шестой. Год спустя выступила на чемпионате мира в немецком Альтенберге, финишировала пятой в одиночной программе и четвёртой в смешанной эстафете. В сезоне 1996/97 заняла шестое место в общем зачёте Кубка мира, помимо этого, побывала на первенстве мира в Игльсе, где стала восьмой в зачёте одноместных саней и четвёртой в командных состязаниях. В своём заключительном сезоне разместилась на третьей строке в рейтинге лучших саночниц планеты и, оставаясь лидером американской сборной, отправилась на Олимпиаду 1998 года в Нагано — впоследствии пришла здесь к финишу седьмой. Вскоре после этих соревнований приняла решение завершить карьеру профессиональной спортсменки.
Ещё во время спортивной карьеры Камерон Майлер с отличием окончила Дартмутский колледж, где обучалась на факультете географии. Затем, уже после завершения выступлений в санном спорте, поступила в Бостонский юридический колледж и в 2001 году получила степень в области юриспруденции. Проходила адвокатскую практику в компании Milbank, Tweed, Hadley & McCloy, позже устроилась в юридическую контору Frankfurt Kurnit Klein & Selz в Нью-Йорке. Помимо юридической работы активно занимается общественной деятельностью, участвует в благотворительных акциях, является спортивным послом детского международного фонда.